# Carl Feigenbaum
Carl Ferdinand Feigenbaum, alias Antón Zahn (1840 - 27 de abril de 1896, Ossining, Nueva York, Estados Unidos) fue un marino mercante y florista ocasional de origen alemán, electrocutado en la prisión de Sing Sing, Estados Unidos, en el año 1896. La condena le recayó por ultimar mediante degollamiento a su arrendadora. Se lo reputó sospechoso de haber sido Jack el Destripador en una hipótesis contemporánea que rebrotó en época reciente.

## Crimen y castigo
La historia oficial registra la comisión de un único asesinato de segura autoría de este delincuente, el cual –atento a su saña y gravedad– bastó para condenarlo a muerte.
La viuda Juliana Hoffman contaba con cincuenta y seis años el 1º de septiembre de 1894, fecha en cuya noche moriría degollada. Por entonces vivía junto con su llamativamente joven hijo, de solo dieciséis años, en una habitación precaria sita en la calle Sexta Oriente de la ciudad de Nueva York, en el segundo piso de un vetusto edificio en cuya planta baja se emplazaba un almacén.
Una segunda muy modesta habitación de la cual eran inquilinos se la habían subarrendado a un alemán de cincuenta y cuatro años. El miércoles 29 de agosto de ese año de 1894, dicho sujeto había acudido a la casa en respuesta al anuncio colocado en un periódico del barrio donde se ofrecía en alquiler la pieza con muebles.
El individuo con el cual Juliana acababa de cerrar el trato se había presentado como marinero sin ocupación actual. Dio la excusa de que al día siguiente comenzaría a trabajar de florista en una tienda local y que, merced a ese salario, podría hacer frente al pago del precio pactado, consistente en un dólar por semana más ocho centavos diarios a cambio del desayuno.
Próximo a las 22 horas del viernes 31 de agosto de 1894, Carl Feigenbaum ingresó sigilosamente a la habitación donde dormía la señora Hoffman y comenzó a apuñalarla en el cuello. No se percató de que el hijo de ella también dormía allí, y el chico comenzó a gritar pidiendo auxilio, tras lo cual llegó la policía y arrestó al agresor.
El proceso duró dos años pero las pruebas eran irrefutables. Condenado a morir en la silla eléctrica por ese homicidio, el penado falleció electrocutado tras sufrir dos intensas descargas que le fueron aplicadas entre las 11:16 y las 11:17 horas de la mañana del lunes 27 de abril de 1896, en la prisión de Sing Sing.

## Carl Feigenbang sin duda fue el asesino de Juliana Hoffman, pero además ¿también fueJack el Destripador?
Quien primero adujo que el ejecutado podría haber sido Jack the Ripper fue uno de sus dos abogados defensores, a saber: William Sandford Lawton.
Una vez fallecido su defendido, y liberado de su voto de confidencialidad, el curial declaró a la prensa norteamericana su certeza de que Carl Feigenbaum y el Destripador de Londres eran la misma persona.
En tiempos más recientes la sospecha sobre este marino germano rebrotó gracias a una extensa pesquisa del expolicía británico Trevor Marriott, que se encuentra condensada en los tres últimos capítulos de su libro “Jack the Ripper: The 21st century investigation”, originariamente publicado en el año 2005. Esta obra alcanzó importante tiraje, y fue objeto de varias reimpresiones.
Según Marriott, el marino Feigenbaum pudo estar en Inglaterra pues podría haber viajado a bordo del buque mercante alemán Reiher, que recaló en puertos británicos próximos a Whitechapel en el otoño de 1888, precisamente cuando ocurrieron los asesinatos de Jack el Destripador.
Como apoyo suplementario de su hipótesis, el citado investigador británico alude a una serie de muertes acaecidas en diferentes puntos geográficos. Concretamente propone que podría tratarse de crímenes consumados por el Destripador, y que el marino alemán, dada la movilidad que su actividad náutica le permitía, pudo encontrase en todos estos lugares al tiempo de los óbitos.
En su listado de posibles víctimas de este sospechoso, Trevor Marriott señala un crimen cometido en julio de 1889 sobre una prostituta en Flensburg, en el Báltico, ciudad a la cual arribaban barcos mercantes germanos procedentes de los puertos de Bremen y Hamburgo, y sugiere que el marino podría haber viajado en ellos y estar presente allí en la fecha del homicidio.
También incluye el caso de Laura Whittlesay, alias Lottie Morgan, meretriz asesinada con un hacha el 11 de abril de 1890 en Wisconsin, Estados Unidos. Y luego, el 4 de septiembre de ese año, en Berna, Suiza, registra el crimen por degollamiento y con ulterior mutilación del cuerpo, de una joven campesina que era esposa de un sastre local.
Posteriormente, el 24 de abril de 1891 en Nueva Jersey, Estados Unidos, menciona el homicidio de Carrie Brown, prostituta que fuera mutilada sobre la cama de un mísero hotel sito en la esquina sureste de las calles Catherine Slip y Walter.
También refiere que el 25 de octubre de ese año en Berlín, Alemania, una mujer apellidada Nitsche fue apuñalada cuando ingresaba al hotel en que residía expirando en el acto. El atacante fue perseguido pero logró escapar.
El investigador también deja constancia de que el 31 de enero de 1892 se verificó un nuevo asesinato en Nueva Jersey, Estados Unidos. La víctima fue una anciana de setenta y tres años, Elizabeth Senior, quien murió en su casa ubicada cerca de donde había sido ultimada Carrie Brown el año anterior. La garganta de la señora resultó seccionada y su cuerpo sufrió varias cuchilladas. Parece que el ultimador hizo gala de gran calma, pues luego del crimen se lavó las manos y procedió al saqueo de la finca antes de retirarse.
El colofón de esta sangrienta retahíla fue la violenta muerte de Juliana Hoffman el 31 de agosto de 1894 en Nueva York, donde aquí sí no existen dudas sobre la culpabilidad de Carl Feigenbaum.
Ninguno de los homicidios recién indicados fue nunca resuelto, a excepción del señalado de fecha 31 de agosto de 1894.
Respecto de este listado de muertes y la posibilidad de que Carl Feigenbaum fuera el causante de ellas, hay autores que destacan que si bien la constancia de la veracidad de esos violentos óbitos está dada solo por crónicas de prensa, y no quedando al presente registros policiales o judiciales de los mismos, de todas maneras, el elenco puesto al descubierto deviene muy sugerente e inquietante.
Otros peritos se inclinan, en cambio, por no dar ningún crédito a la formulación de que tales decesos conformasen faena de Carl Feigenbaum y, por añadidura, de Jack the Ripper. Se recalca que hubo ocasiones donde la víctima no falleció asesinada, sino de muerte natural; o bien que no se trataba de una prostituta, a diferencia de lo que informara falsamente cierta prensa, sino de una niña, tal cual sucedió en el caso de la fallecida en la ciudad de Fleusburg en julio de 1889. Genera escepticismo y dudas la lista propuesta por Trevor Marriott también porque las víctimas no guardaban el perfil de las presas humanas del Destripador, en tanto se trataban de amas de casa, viudas, y campesinas, además de algunas meretrices. Por otra parte, las armas empleadas para matar no se ajustaban tampoco al modus operandi de los célebres homicidios de Whitechapel, dado que el asesino, o los asesinos, se valieron de cuchillos, pero también de un hacha y de estrangulamiento. La mayoría de las muertes señaladas por tanto no parecen ser obra del marino mercante Carl Feigenbaum, y algunas de ellas ni siquiera acontecieron, sino que fueron invención de los periódicos sensacionalistas.
Asimismo, Trevor Marriott menciona el artículo del periódico New York Sun del 6 de febrero de 1889, que informó acerca de una secuencia de crímenes similares a los del Destripador ocurridos en Managua, Nicaragua, en 1889. Concretamente, de acuerdo a dicha versión, seis prostitutas habrían resultado ultimadas y mutiladas en esa ciudad centroamericana.
Curiosamente, tres años antes de salir a luz el libro de este investigador británico, el escritor y periodista nicaragüense Arquímedes González Torres publicó una novela que tuvo por protagonista a Jack el Destripador en Nicaragua, precisamente perpetrando esa serie de asesinatos de mujeres. La diferencia fincaba en que el Ripper no estaba encarnado en aquella ficción por Carl Feigenbaum, sino por el también sospechoso Francis Tumblety.
Empero, incluso esta posibilidad devino objeto de críticas. Al respecto Wolf Vanderlinden resaltó que Trevor Marriott no pudo hallar prueba alguna sobre la existencia de las alegadas muertes en Managua, y que el propio periódico que propaló esa información se retractó luego admitiendo haber recibido datos falsos.